# Newport (condado de Washington)
Newport es un lugar designado por el censo ubicado en el condado de Washington en el estado estadounidense de Ohio. En el Censo de 2010 tenía una población de 1003 habitantes y una densidad poblacional de 225,02 personas por km².

## Geografía
Newport se encuentra ubicado en las coordenadas 39°23′53″N 81°13′15″O / 39.39806, -81.22083. Según la Oficina del Censo de los Estados Unidos, Newport tiene una superficie total de 4.46 km², de la cual 4.19 km² corresponden a tierra firme y (5.93%) 0.26 km² es agua.

## Demografía
Según el censo de 2010, había 1003 personas residiendo en Newport. La densidad de población era de 225,02 hab./km². De los 1003 habitantes, Newport estaba compuesto por el 98.8% blancos, el 0% eran afroamericanos, el 0.1% eran amerindios, el 0.6% eran asiáticos, el 0% eran isleños del Pacífico, el 0% eran de otras razas y el 0.5% pertenecían a dos o más razas. Del total de la población el 0.4% eran hispanos o latinos de cualquier raza.